# S Возничего
S Возничего (лат. S Aurigae), HD 35556 — двойная звезда в созвездии Возничего на расстоянии приблизительно 3583 световых лет (около 1098 парсеков) от Солнца. Видимая звёздная величина звезды — от +14,7m до +8,2m.

## Характеристики
Первый компонент — красная углеродная пульсирующая полуправильная переменная звезда (SR) спектрального класса C4-5,4-5(N3). Эффективная температура — около 3299 К.
Второй компонент (HD 243596) — бело-голубая звезда спектрального класса B9. Видимая звёздная величина звезды — +10,2m. Эффективная температура — около 8738 К. Удалён на 192,5 угловых секунд.